# Brian Graham
Brian Graham (Glasgow, 23 novembre 1987) è un calciatore e allenatore di calcio scozzese, attaccante e tecnico del Partick Thistle, del quale è capitano e tecnico della formazione femminile.

## Carriera
Ha giocato nella prima divisione scozzese.

## Palmarès

### Club

#### Competizioni nazionali
- Scottish Championship: 2

Hibernian: 2016-2017
Ross County: 2018-2019
- Scottish League Cup: 1

Ross County: 2015-2016
- Scottish League One: 1

Greenock Morton: 2006-2007
Partick Thistle: 2020-2021
- Scottish Challenge Cup: 1

Ross County: 2018-2019

### Individuale
- Capocannoniere della Scottish Third Division: 1

2008-2009 (15 gol, a pari merito con Mike Jack)
- Capocannoniere della Scottish Championship: 2

2023-2024 (20 gol), 2024-2025 (15 gol)